# Atlético Latino
Atlético Latino war ein Verein in der Pionierzeit des mexikanischen Fußballs. Er hatte seinen Sitz in Guadalajara, der Hauptstadt des Bundesstaates Jalisco. Seine Fußballmannschaft spielte in der Liga Amateur de Jalisco, die von ihrer Gründung im Jahr 1908 bis zur Einführung des Profifußballs 1943 bestand. 

## Geschichte
Atlético Latino wurde am 16. September 1916 im Norden der Stadt Guadalajara von Arbeitern der Bekleidungs- und Schuhindustrie gegründet. 1919 wurden die Fußballer des Vereins in die Liga Amateur de Jalisco aufgenommen, wo sie zunächst in der zweiten Liga antraten. 1925 gelang ihnen der Aufstieg in die erste Liga. Ihre stärkste Phase hatten die Fußballer in den 1930er Jahren und ihr größter Erfolg war die Vizemeisterschaft von Jalisco in der Saison 1932/33.
Einer der überragenden Spieler der 1940er Jahre war der aus der Nachwuchsabteilung des Vereins hervorgegangene Torwart Federico „Potrillo“ Villavicencio, der auch in die Auswahlmannschaft von Jalisco berufen wurde und später bei Atlas, Atlante und Oro unter Vertrag stand. Bereits in den 1930er Jahren hat die Jugendabteilung des Vereins mit dem Stürmer Luis Reyes Ayala ein Talent hervorgebracht, das ebenfalls in die Selección Jalisco berufen wurde und nach Einführung des Profifußballs für den CD Guadalajara in der Primera División auf Torjagd ging.
In den 1950er Jahren geriet der Verein angesichts einer schwachen Führung und durch die Professionalisierung des Fußballsports erstmals in eine schwere Krise, die beinahe zu seiner Auflösung geführt hätte. Was damals noch abgewendet werden konnte, trat später ein, denn mittlerweile besteht der Verein nicht mehr. 